# Buslijn 37 (Amsterdam)

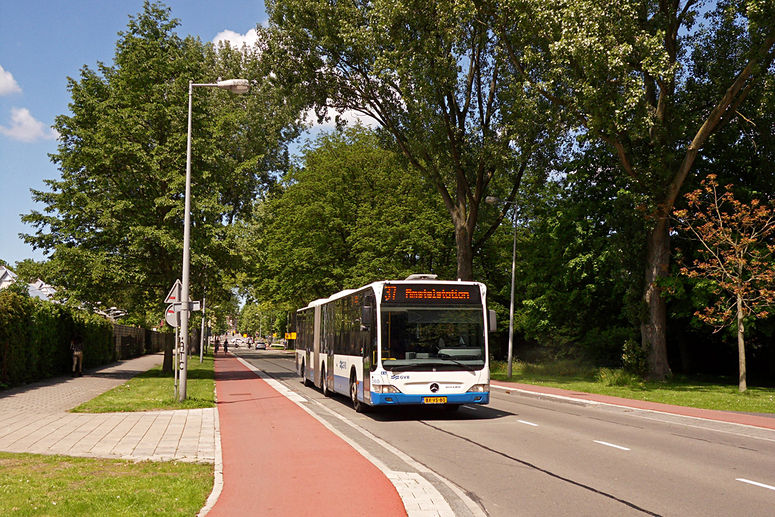
Gelede bus lijn 37 op de Nobelweg richting Amstelstation in Amsterdam

Buslijn 37 is een stadsbuslijn in Amsterdam geëxploiteerd door het GVB die metrostation Noord in Amsterdam-Noord verbindt met het Amstelstation. De huidige lijn 37 is de tweede lijn met dit nummer en wordt gereden met gelede bussen uit garage Noord.

## Geschiedenis

### Lijn 37 I
De eerste lijn 37 werd ingesteld op 9 december 1968 en verbond de Molenwijk via Tuttifruttidorp, het Mosplein en de IJtunnel met het Stationsplein. Op 29 september 1969 werd de exploitatie van de lijn uitbesteed aan de ENHABO welk bedrijf een dochter van het GVB was geworden. Gelijktijdig werd lijn 4 van de ENHABO naar Zaandam via de gehele route van lijn 37 naar Molenwijk verlegd en opengesteld voor stadsvervoer binnen Amsterdam. Lijn 37 werd beperkt tot een spitslijn en reed om en om met lijn 4.
In 1978 werd lijn 37 vernummerd in lijn 4S (supplement) omdat het GVB het lijnnummer 37 had gereserveerd voor de te knippen langste lijn 36. Doordat de opening van de Brug 970 (officieus: IJdoornlaanbrug) met vijf jaar was uitgesteld door problemen met de brugkleppen duurde het tot 26 september 1983 alvorens deze knip kon worden gerealiseerd.
Inmiddels was lijn 4S in 1982 vernummerd in lijn 94S in verband met de ophoging van de lijnnummers van de ENHABO met 90 om dubbele lijnnummers binnen Amsterdam te voorkomen. In mei 1984 ging lijn 94S weer terug naar het GVB en kreeg het lijnnummer 45. Deze lijn 45 werd in juni 1986 uiteindelijk geheel opgeheven.

### Huidige lijn 37

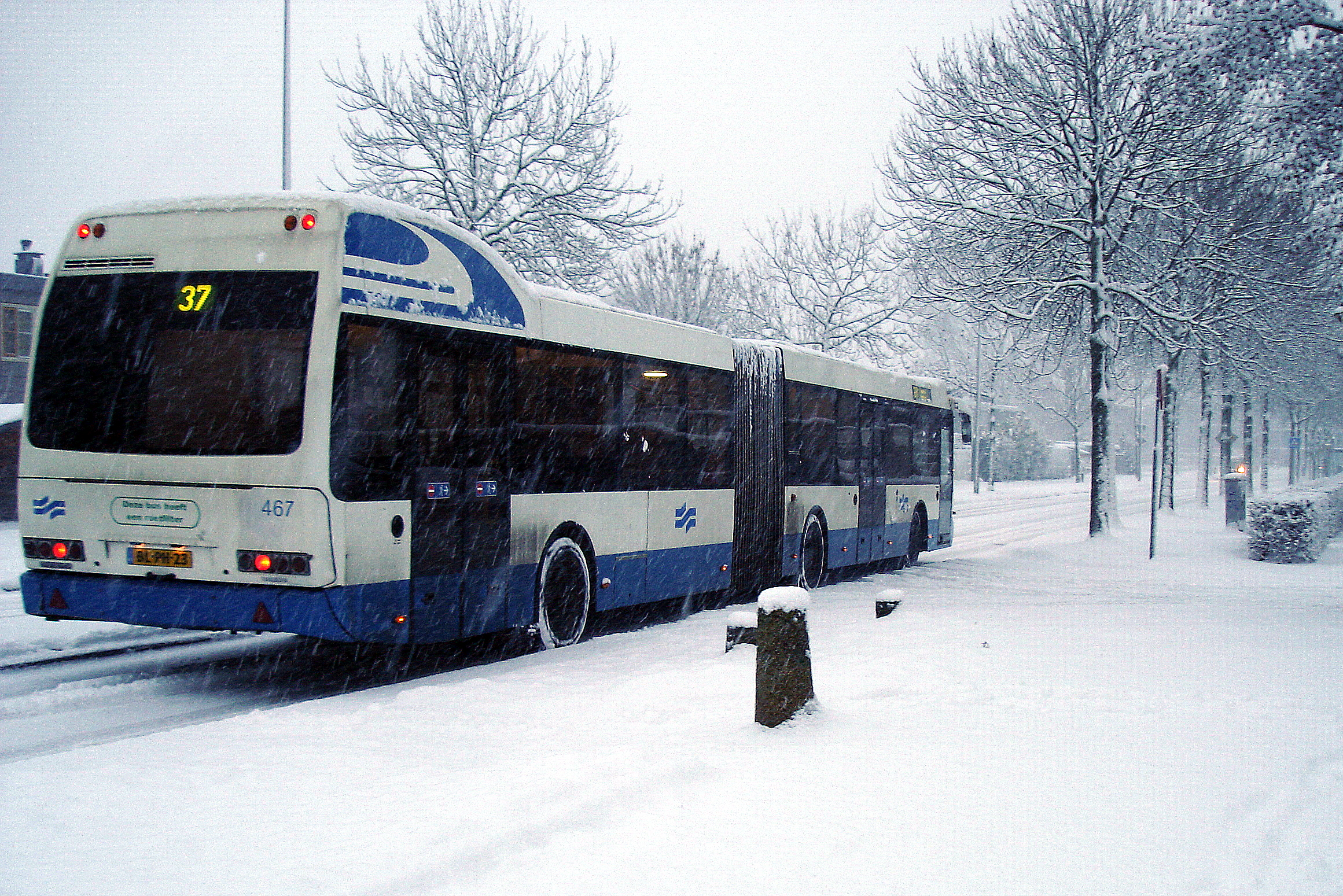
Gelede bus 467 van lijn 37 in de Werktuigstraat op 6 januari 2010

De huidige lijn 37 werd ingesteld op 26 september 1983 als voortzetting van de oostelijke tak van de geknipte lijn 36. De lijn reed van de Statenjachtstraat in Banne Buiksloot via de nieuwe IJdoornlaanbrug en verder via de oude route van lijn 36 naar het Muiderpoortstation. In september 1987 werd de lijn ter compensatie van de opgeheven lijn 56 verlengd van het Muiderpoortstation via het Oosterpark en het Krugerplein naar het Amstelstation. In Buikslotermeer werd enkele malen de route verlegd voor of achter het winkelcentrum om. In september 1993 werd lijn 37 vanaf Banne Buiksloot doorgetrokken via Tuttifruttidorp naar Molenwijk ter compensatie van de opgeheven lijn 39.
In oktober 2000 werd lijn 37 ondergebracht bij garage Zuid dat bezig was met een gefaseerde verhuizing van de Bijlmermeer naar een openluchtstalling in industriegebied Overamstel. In december 2002 was de voltallige verhuizing een feit en keerde lijn 37 terug naar Noord om voortaan met gelede bussen te rijden (afgezien van de zomer van 2006). Helemaal nieuw was dit niet, want in 1984-1986 reed lijn 37 ook al geleed, en tijdens de laatste maanden in Zuid waren er incidentele ritten.
Bij de optimalisatie van het lijnennet van het GVB op 28 mei 2006 werd de lijn verlegd via Tuindorp Oostzaan in plaats van Tuttifruttidorp en kreeg in de Banne een kortere route. Ook werd weer via het Olof Palmeplein gereden.
Op 22 juli 2018 toen de Noord-Zuidlijn in exploitatie werd genomen werd de lijn ingekort tot het traject Amstelstation – metrostation Noord waarbij de gehele IJdoornlaan wordt gevolgd. De frequentie werd verhoogd en de lijn bleef aanvankelijk als enige lijn in Noord met gelede bussen rijden ter compensatie van de opgeheven lijn 33. Voorts werd de lijn weer verplaatst naar garage Noord. In 2024 kreeg de lijn op het Zeeburgereiland een halte bij de Sluisbuurt.

#### Lijn 370
In de jaren 1993-1999 reed lijn 370 als extra lijn tussen het Muiderpoortstation en de camping op het Zeeburgereiland waarbij later ook een nachtdienst werd gereden omdat op het eiland geen reguliere nachtbus reed. Dit in verband met de drukte van campinggasten en lijn 37 nog met standaardbussen reed met een lagere frequentie dan thans.
Huidig: 15 · 18 · 21 · 22 · 34 · 35 · 36 · 37 · 38 · 40 · 41 · 43 · 44 · 47 · 48 · 49 · 61 · 62 · 63 · 65 · 66 · 68 · 231 · 233 · 245 · 246 · 247 · 267 · 360 · 369 · 461 · 463 · 464
Voormalig: A · B · C · D · E · F · G · H · K · L · M · P · R · S · 5 · 6 · 8 · 11 · 12 · 13S · 14 · 17 · 19 · 20 · 23 · 26 · 28 · 29 · 30 · 31 · 32 · 33 · 39 · 42 · 44P · 45 · 46 · 50/51 · 53 · 54 · 55 · 56 · 57 · 58 · 59 · 60 · 60S · 64 · 67 · 69 · 70 · 95/195 · 148 · 149 · 165/166 · 192 · 199 · 222 · 230 · 232 ·  240 · 248 · 249 · 265 · 269 · 315 · 326 · 465 · 580 · 581 · 582 · 583

Zie ook: Amsterdams busnet · Geschiedenis busnet · Amsterdams nachtbusnet · Portaal openbaar vervoer